# 627. pehotni polk (Wehrmacht)
Za druge 627. polke glejte 627. polk.
627. pehotni polk (izvirno nemško Infanterie-Regiment 627) je bil eden izmed pehotnih polkov v sestavi redne nemške kopenske vojske med drugo svetovno vojno.

## Zgodovina
Polk je bil ustanovljen 22. februarja 1940 v 7. armadi za Oberrhein; polk je bil dodeljen 555. pehotni diviziji.
Zaradi hitrega zaključka francoske kampanje je bil polk 13. avgusta 1940 razpuščen; bataljoni so bili reorganizirani v samostojne Heimatwach bataljone.